# Bionic Commando
Bionic Commando (トップシークレット? Top Secret in Giappone) è un videogioco a piattaforme realizzato da Capcom nel 1987 come arcade, che ha dato vita a una serie di videogiochi dove il protagonista è dotato di un braccio robotico allungabile. Il gioco è stato in seguito convertito per gli home computer Amiga, Amstrad CPC, Atari ST, Commodore 64 e ZX Spectrum e per MS-DOS, sviluppato da Software Creations e pubblicato in Europa dalla Go!, un'etichetta della U.S. Gold. Le conversioni disponibili in America (Amiga, C64, DOS) vennero pubblicate direttamente dalla Capcom, e in particolare la versione americana per Commodore 64 è diversa da quella europea e realizzata da un altro sviluppatore. Occasionalmente alcune conversioni usano il titolo Bionic Commandos.
Bionic Commando per Nintendo Entertainment System, sebbene dotato del medesimo titolo, presenta molte differenze.
Capcom negli Stati Uniti ha pubblicizzato Bionic Commando come successore di Commando, riferendosi al protagonista come Super Joe (ovvero il personaggio giocabile di Commando); nella versione NES, Super Joe diventerà un personaggio di contorno.

## Trama
La storia si svolge dieci anni dopo una non meglio specificata guerra mondiale, con due fazioni che continuano a fronteggiarsi. Il protagonista è un membro di un commando bionico che, partendo da una vicina foresta, deve infiltrarsi in una base nemica futuristica per fermare il lancio di un missile.

## Modalità di gioco
Bionic Commando ha visuale di lato con scorrimento multidirezionale, su scenari a piattaforme non collegate da scale. Il protagonista, a differenza di molti videogiochi a piattaforme, non può saltare: è infatti dotato di un braccio bionico allungabile in varie direzioni, che gli consente di aggrapparsi a molti elementi dell'ambiente circostante, e quindi dondolarsi oppure riaccorciare il braccio per trainarsi in direzione del punto di appiglio. Grazie a questa abilità ci si può arrampicare in verticale, ma anche oltrepassare ostacoli orizzontali (crepacci e simili) e afferrare i power-up. Per eliminare i nemici si può sparare in orizzontale con un'arma da fuoco, anche da accovacciato, nonché colpirli con il braccio estensibile. I power-up vengono paracadutati dall'alto e includono varie armi più potenti e velocizzazione del braccio. 
Il gioco è composto da cinque livelli con diverso stile del paesaggio:
- Livello 1: una foresta dove i rami fanno da piattaforme, infestata da guardie armate e da pericoli naturali come gli alveari.
- Livello 2: The Forefront - si scala l'esterno della fortezza nemica, difesa da soldati e da postazioni di artiglieria.
- Livello 3: Infiltration - si entra nella fortezza passando per le fognature, dove delle creature rosicchiano i tubi rendendoli piattaforme instabili.
- Livello 4: Control Tower - l'interno della torre di controllo, con grandi barriere metalliche da abbattere e nemici a bordo di elicotteri e mecha.
- Livello 5: Stop the Missile - si affrontano molte altre guardie fino a distruggere il sistema di controllo del missile.

I nemici possono togliere una vita con il contatto e con i proiettili, inoltre c'è un limite di tempo per ogni livello.

## Colonna sonora
I temi musicali dell'arcade sono stati composti da Harumi Fujita. Gli adattamenti nelle conversioni sono di solito accreditati a Tim Follin.
La conversione per Amiga riuscì a riprodurre piuttosto bene le musiche originali.

## Accoglienza
La conversione europea per Commodore 64 fu accolta molto bene dalla critica. Zzap! in particolare, oltre a un voto generale del 90%, arrivò a dare un 97% al sonoro.
Anche il gioco per ZX Spectrum fu molto apprezzato, con parecchi giudizi di 80%-90%.
Sull'Atari ST la critica fu più moderata.
Sull'Amiga invece i giudizi furono fortemente variabili, da molto negativi a molto buoni; questa versione, nel bene o nel male, è molto simile a quella per Atari ST, mentre le capacità dell'Amiga sarebbero un po' superiori.
La versione Amstrad CPC, minimale nei colori, apparve decisamente peggiore delle altre, e i giudizi della stampa furono perlopiù mediocri.
Ai premi annuali Golden Joystick Awards, Bionic Commando vinse il titolo di miglior colonna sonora sui computer a 8 bit.

## Serie
La serie di Bionic Commando è andata avanti per oltre vent'anni.
- Bionic Commando (1987)
- Bionic Commando (1988, NES, adattamento molto differente dall'originale)
- Bionic Commando (1992, Game Boy, simile all'edizione NES)
- Bionic Commando: Elite Forces (1999, Game Boy Color)
- Bionic Commando: Rearmed (2008, Xbox Live, PlayStation Network, Microsoft Windows, remake della versione NES)
- Bionic Commando (2009, PlayStation 3, Microsoft Windows, Xbox 360)
- Bionic Commando: Rearmed 2[15][16] (2011, Xbox 360, PlayStation 3)

Dal videogioco è stato tratto anche un romanzo in inglese, Bionic Commando (1991), parte della serie Worlds of Power dedicata a liberi adattamenti di giochi per NES.